# Desfontainesia haugi
Desfontainesia haugi är en skalbaggsart som beskrevs av Thierry Bourgoin 1920. Desfontainesia haugi ingår i släktet Desfontainesia och familjen Cetoniidae. Inga underarter finns listade i Catalogue of Life.